# Карпиловка (Гомельская область)
Карпиловка (бел. Карпілаўка) — упразднённая деревня (ранее — посёлок) в Хойникском районе Гомельской области Беларуси. Входила в состав Поселичского сельсовета. 

## История
20 мая 2010 года Карпиловка вошла в состав деревни Велетин.

## География

### Расположение
В 8 км на восток от районного центра и железнодорожной станции Хойники (на ветке Василевичи — Хойники от линии Гомель — Калинковичи), в 111 км от Гомеля.

## Транспортная сеть
Транспортные связи по просёлочной, а затем автодороге Хойники — Брагин. Планировка состоит из прямолинейной улицы, ориентированной с юго-запада на северо-восток, к которой с севера присоединяется короткая прямолинейная улица. Застройка двусторонняя, деревянная, усадебного типа.

## История
В «Камеральном описании Речицкой округи…» 1796 года, составленном на основе ревизии 1795 года, деревня Карпиловка названа среди селений, принадлежавших графам Ракицким, но бывших на то время в двойной заставе у панов Прозора и Павши. С 1797 года в Речицком уезде Минской губернии. В пореформенный период деревня в Микуличской волости Речицкого уезда Минской губернии. В 1879 году обозначена в числе селений Микуличского церковного прихода. Согласно переписи 1897 года действовала ветряная мельница.
В 1931 году жители вступили в колхоз. Во время Великой Отечественной войны в июне 1943 года оккупанты полностью сожгли деревню и убили жителя. 11 жителей погибли на фронте. Согласно переписи 1959 года в составе колхоза «Большевик» (центр — деревня Велетин).

## Население

### Численность
- 2004 год — 21 хозяйство, 55 жителей.

### Динамика
- 1850 год — 4 двора, 46 жителей.
- 1897 год — 15 дворов, 96 жителей (согласно переписи).
- 1930 год — 18 дворов, 122 жителя.
- 1940 год — 32 двора, 154 жителя.
- 1959 год — 140 жителей (согласно переписи).
- 2004 год — 21 хозяйство, 55 жителей.